# Anhelina Kalinina
Anhelina Serhijiwna Kalinina (ukrainisch Ангеліна Сергіївна Калініна; * 7. Februar 1997 in Nowa Kachowka) ist eine ukrainische Tennisspielerin.

## Karriere
Kalinina, die mit sechs Jahren mit dem Tennissport begann, hatte schon als Juniorin erste internationale Erfolge vorzuweisen. So gewann die ehemalige Nummer acht der Tennisweltrangliste der Juniorinnen 2013 den Einzeltitel beim Astrid Bowl und stand bei den US Open im Folgejahr im Endspiel, das sie gegen Marie Bouzková verlor. Ihre größten Juniorinnentitel konnte sie jedoch im Doppel feiern und gewann 2014 an der Seite von Jelisaweta Kulitschkowa nach einem Sieg über Katie Boulter und Ivana Jorović bei der Nachwuchskonkurrenz der Australian Open und holte bei den Olympischen Jugend-Sommerspielen 2014 in Nanjing gemeinsam mit Iryna Schymanowitsch die Goldmedaille im Doppelwettbewerb. Gegnerinnen im Endspiel waren Darja Kassatkina und Anastassija Komardina. Des Weiteren stand Kalinina bereits 2013 ebenfalls mit Schymanowitsch zusammen im Doppelfinale des Juniorinnenwettkampfs von Wimbledon. Dort unterlagen die beiden aber Barbora Krejčíková und Kateřina Siniaková.
Schon 2011 debütierte Kalinina auf dem ITF Women’s Circuit und erreichte Ende 2013 ihre ersten beiden Finals bei Turnieren der $25.000-Kategorie. 2014 startete sie in Moskau erstmals in der Qualifikation zu einem Turnier der WTA Tour, verlor aber in der ersten Runde. Im Frühjahr 2015 errang Kalinina hintereinander ihre ersten beiden ITF-Titel der $25.000-Kategorie. Aufgrund ihrer verbesserten Weltranglistenposition durfte sie in Wimbledon dann erstmals in der Qualifikation zu einem Grand-Slam-Turnier antreten und scheiterte in ihrer Auftaktbegegnung. Anschließend gelang ihr der erste Titelgewinn bei einem Turnier der $50.000-Kategorie. 2016 verpasste Kalinina einen Großteil der Saison aufgrund von Verletzungen und stieg erst bei der Qualifikation zu den US Open wieder ins Turniergeschehen ein.
Die Jahre danach machte Kalinina immer wieder mit guten Ergebnissen bei kleineren ITF-Turnieren auf sich aufmerksam, ohne dass ihr der Durchbruch auf die WTA-Tour gelang. So meldete sie sich 2017 mit drei ITF-Titeln bei Turnieren der $25.000-Kategorie zurück, auf die Anfang 2018 drei weitere folgten. Im selben Jahr konnte Kalinina sich in Washington erstmals für das Hauptfeld eines WTA-Turniers qualifizieren, schied aber in der ersten Runde aus. Bei den anschließenden US Open gelang ihr dann der erstmalige Sprung in die Hauptrunde eines Grand-Slam-Turniers und nach einem Erstrundenerfolg über Kathinka von Deichmann auf Anhieb der Einzug in die zweite Runde, in der sie an Sloane Stephens scheiterte. Nach dem Gewinn ihres zehnten ITF-Titels 2019, abermals bei einem Turnier der $25.000-Kategorie, rückte Kalinina in Jūrmala zum ersten Mal in die zweite Runde eines WTA-Turniers vor. Anfang 2020 erreichte sie in Midland bei einem ITF-Turnier der $100-Kategorie das Finale gegen Shelby Rogers, konnte aber verletzungsbedingt nicht zu der Begegnung antreten.

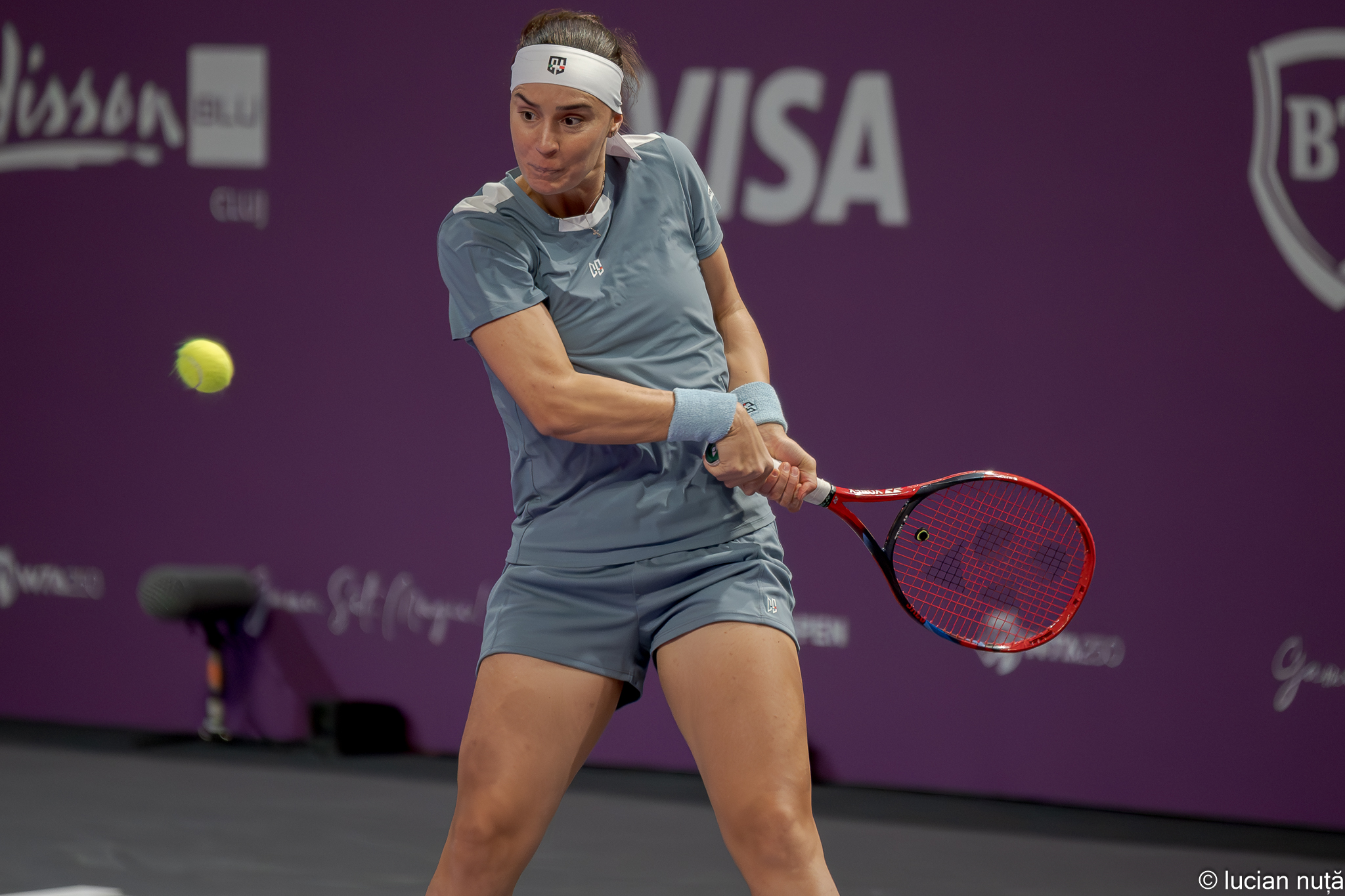
Anhelina Kalinina (2025)

2021 holte Kalinina zunächst zwei weitere ITF-Titel, darunter einer der $60.000-Kategorie, ehe sie bei den darauffolgenden French Open mit dem erstmaligen Erreichen des Hauptfelds und ihrem Erstrundenerfolg über Angelique Kerber ihren Durchbruch erlebte. Zwar schied sie dort in der zweiten Runde aus, konnte aber danach durch die Erfolge bei einem ITF-Turnier der $60.000-Kategorie sowie dem Gewinn ihres bis dahin größten Titels der $100.000-Kategorie in Contrexéville mit einem Sieg im Finale über Dalma Gálfi erstmals unter die besten 100 der Tennisweltrangliste klettern. Ihre Serie von zehn siegreichen Partien in Folge setzte Kalinina auf der WTA-Tour fort und stieß in Budapest in ihr erstes WTA-Finale vor, in dem sie jedoch der Topgesetzten Julija Putinzewa chancenlos unterlag. Zum Jahresende errang sie noch bei einem Turnier der $60.000-Kategorie ihren bislang 15. Titel und erzielte Anfang 2022 mit Platz 48 ihre vorläufig beste Weltranglistenposition.

## Turniersiege

### Einzel
| Nr. | Datum             | Turnier           | Kategorie      | Belag             | Finalgegnerin        | Ergebnis          |
| --- | ----------------- | ----------------- | -------------- | ----------------- | -------------------- | ----------------- |
| 1.  | 12. April 2015    | Jackson (1)       | ITF $25.000    | Sand              | Johanna Konta        | 6:3, 6:4          |
| 2.  | 19. April 2015    | Pelham            | ITF $25.000    | Sand              | Laura Siegemund      | 6:3, 7:5          |
| 3.  | 26. Juli 2015     | Sacramento        | ITF $50.000    | Hartplatz         | An-Sophie Mestach    | 4:6, 6:4, 6:3     |
| 4.  | 15. Januar 2017   | Daytona Beach (1) | ITF $25.000    | Sand              | Elizabeth Halbauer   | 6:1, 6:2          |
| 5.  | 29. Januar 2017   | Wesley Chapel     | ITF $25.000    | Sand              | Jelysaweta Jantschuk | 6:4, 6:4          |
| 6.  | 9. Juli 2017      | Darmstadt         | ITF $25.000    | Sand              | Bernarda Pera        | 6:2, 0:6, 6:3     |
| 7.  | 14. Januar 2018   | Daytona Beach (2) | ITF $25.000    | Sand              | Grace Min            | 1:6, 7:5, 6:0     |
| 8.  | 21. Januar 2018   | Orlando           | ITF $25.000    | Sand              | Julia Grabher        | 6:2, 3:6, 7:5     |
| 9.  | 8. April 2018     | Jackson (2)       | ITF $25.000    | Sand              | Gaia Sanesi          | 6:0, 6:1          |
| 10. | 16. Juni 2019     | Přerov            | ITF W25        | Sand              | Eliza Kostowa        | 6:1, 4:6, 6:1     |
| 11. | 25. April 2021    | Oeiras            | ITF W25        | Sand              | Jang Su-jeong        | 6:4, 4:6, 6:4     |
| 12. | 2. Mai 2021       | Zagreb            | ITF W60        | Sand              | Kamilla Rachimowa    | 6:1, 6:3          |
| 13. | 4. Juli 2021      | Montpellier       | ITF W60        | Sand              | Mayar Sherif         | 6:2, 6:3          |
| 14. | 11. Juli 2021     | Contrexéville     | ITF W100       | Sand              | Dalma Gálfi          | 6:2, 6:2          |
| 15. | 7. November 2021  | Nantes            | ITF W60        | Hartplatz (Halle) | Océane Dodin         | 7:64, 1:0 Aufgabe |
| 16. | 17. Dezember 2022 | Limoges           | WTA Challenger | Hartplatz (Halle) | Clara Tauson         | 6:3, 5:7, 6:4     |

### Doppel
| Nr. | Datum             | Turnier       | Kategorie   | Belag           | Partnerin              | Finalgegnerinnen                     | Ergebnis  |
| --- | ----------------- | ------------- | ----------- | --------------- | ---------------------- | ------------------------------------ | --------- |
| 1.  | 22. November 2014 | Sowade        | ITF $25.000 | Teppich (Halle) | Hanna Schkudun         | Gabriela Chmelinová Karolína Muchová | 6:0, 7:63 |
| 2.  | 5. April 2015     | Osprey        | ITF $50.000 | Sand            | Oleksandra Koraschwili | Verónica Cepede Royg María Irigoyen  | 6:1, 6:4  |
| 3.  | 15. Januar 2017   | Daytona Beach | ITF $25.000 | Sand            | Robin Anderson         | Paula Kania Katarzyna Piter          | 6:4, 6:1  |

## Abschneiden bei Grand-Slam-Turnieren

### Einzel
| Turnier         | 2015 | 2016 | 2017 | 2018 | 2019 | 2020 | 2021 | 2022 | 2023 | 2024 | 2025 | Karriere |
| --------------- | ---- | ---- | ---- | ---- | ---- | ---- | ---- | ---- | ---- | ---- | ---- | -------- |
| Australian Open | —    | —    | —    | —    | Q2   | Q1   | Q2   | 1    | 3    | 1    | 1    | 3        |
| French Open     | —    | —    | Q1   | Q2   | Q2   | Q2   | 2    | 2    | 1    | 1    | 2    | 2        |
| Wimbledon       | Q1   | —    | —    | Q1   | Q2   |      | Q3   | 2    | 2    | 1    |      | 2        |
| US Open         | Q1   | Q1   | Q2   | 2    | Q1   | 1    | 2    | 2    | 1    | 2    |      | 2        |

Zeichenerklärung: S = Turniersieg; F, HF, VF, AF = Einzug ins Finale / Halbfinale / Viertelfinale / Achtelfinale; 1, 2, 3 = Ausscheiden in der 1. / 2. / 3. Hauptrunde; Q1, Q2, Q3 = Ausscheiden in der 1. / 2. / 3. Qualifikationsrunde; nicht ausgetragen

### Doppel
| Turnier         | 2021 | 2022 | 2023 | 2024 | 2025 | Karriere |
| --------------- | ---- | ---- | ---- | ---- | ---- | -------- |
| Australian Open | —    | 1    | AF   | 1    | 2    | AF       |
| French Open     | —    | 1    | 1    | 1    | 1    | 1        |
| Wimbledon       | —    | 1    | 2    | 1    |      | 2        |
| US Open         | 2    | —    | 1    | 1    |      | 2        |